# Kürpöd község
Kürpöd község (románul: Comuna Chirpăr) község Szeben megyében, Romániában. Központja Kürpöd, beosztott falvai Szászház, Vessződ és Vérd.

## Fekvése
Szeben megye keleti részén helyezkedik el, Nagyszebentől 62, Szentágotától 13 kilométerre. Szomszédos községek: keleten Brulya, nyugaton Márpod és Alcina, északon Szentágota és Bürkös, délen Kerc és Alsóárpás. A községen a DJ 105D, DJ 105E és DJ 105A megyei utak haladnak át; a szentágotai vasútállomás 13 kilométerre van.

## Népessége
1850-től a népesség alábbiak szerint alakult:
| Lakosok száma | 3554 | 3336 | 3669 | 3520 | 3792 | 2504 | 1491 | 1483 | 1434 | 1489 |
|               | 1850 | 1880 | 1900 | 1920 | 1941 | 1977 | 1992 | 2002 | 2011 | 2021 |

A 2011-es népszámlálás adatai alapján a község népessége 1434 fő volt, melynek 82,98%-a román, 9,9%-a roma és 2,58%-a német. Vallási hovatartozás szempontjából a lakosság 92,68%-a ortodox, 1,67%-a evangélikus, 1,26%-a ágostai evangélikus.

## Nevezetességei
A község területéről az alábbi épületek és építmények szerepelnek a romániai műemlékek jegyzékében:
- a kürpödi erődtemplom (LMI-kódja SB-II-a-A-12352)
- a kürpödi Mennybemenetel-templom(wd) (SB-II-m-B-12353)
- a Nagyszeben–Szentágota kisvasút vérdi szakasza (SB-II-m-B-20923.14, 15, 16 és 17)
- a szászházi Istenszülő elszenderedése templom(wd) (SB-II-m-B-12541)
- a vérdi erődtemplom (SB-II-m-B-12583)
- a vessződi erődtemplom (SB-II-a-B-12587)
- a vessződi Szent György-templom (SB-II-m-B-12588)